# مرتینگن
مرتینگن (به آلمانی: Mertingen) یک شهر در آلمان است که در دناو-ریس واقع شده‌است.